# Bernard Margueritte
Bernard Jean Edmond Alexandre Margueritte (ur. 18 maja 1938 w Paryżu) – francuski dziennikarz i publicysta; swoją publicystyką związany z Polską. W latach 2001–2013 prezes międzynarodowej organizacji International Communications Forum, działającej na rzecz etyki w przekazie medialnym z ramienia antykomunistycznego ruchu chrześcijańskiego Moral Re-Armament.

## Życiorys
W latach 1966–1970 był korespondentem prasowym „Le Monde” w Polsce, jednak w 1971 został zmuszony przez władze Polskiej Rzeczypospolitej Ludowej do opuszczenia tego kraju. Opublikował wiele artykułów m.in. w „Le Monde” i „Le Figaro”. W czasie wydarzeń Marca 1968 był istotnym źródłem informacji o wydarzeniach w Polsce dla prasy światowej. 3 marca 1968 Margueritte spotkał się z Adamem Michnikiem i Henrykiem Szlajferem, którzy poinformowali go o planowanej na 8 marca manifestacji przeciw zdjęciu z afisza Dziadów i zatrzymaniach jej uczestników przez milicję. Wiadomość ta podana została przez światowe agencje, a do Polski dotarła głównie za pośrednictwem Radia Wolna Europa. Efektem tego spotkania było wydalenie obu informatorów z uczelni. W proteście przeciw tej decyzji ówczesnego ministra edukacji, Henryka Jabłońskiego, rozpoczęły się ogólnopolskie strajki, które dały początek tzw. wydarzeniom marca 1968.
W 1977, po okresie pracy na Uniwersytecie Harvarda, Margueritte powrócił do Polski jako korespondent francuskich mediów. W latach 1987–1990 był komentatorem w programie Bliżej świata nadawanym w TVP. W latach 1993–1994 wykładowca Ośrodka Studiów Rosyjskich oraz Ośrodka Prasy i Polityki Uniwersytetu Harvarda.
W 1996 został wiceprzewodniczącym, a w 2001 – przewodniczącym Międzynarodowego Forum Łączności (International Communications Forum, ICF) z siedzibą w Londynie, powołanego do życia jako kampania na rzecz etyki w przekazie medialnym w 1991 w Caux w Szwajcarii przez Billa E. Portera, byłego działacza antykomunistycznego ruchu chrześcijańskiego Moral Re-Armament (MRA) i założyciela brytyjskiej filii wydawnictwa Wolters Kluwer. ICF stanowiło faktycznie jeden z programów MRA, którego centrala mieści się w Caux. Margueritte określił alterglobalistyczną linię czasopisma „Obywatel” pod redakcją Remigiusza Okraski jako zbieżną z celami kierowanej przez siebie organizacji. W 2013 ICF zostało włączone do Międzynarodowej Rady Prasy i Audycji (International Council for Press and Broadcasting), która jest utworzonym w 2007 organem Next Century Foundation, a Margueritte'a zastąpił William Morris.
Stały felietonista „Tygodnika Solidarność”. Był także m.in. komentatorem w programach telewizyjnych 7 dni świat i Bliżej świata.
W 2009 bez powodzenia kandydował z listy Polskiego Stronnictwa Ludowego w wyborach do Parlamentu Europejskiego.
Z żoną, architektką i pracowniczką naukową Politechniki Warszawskiej, dr inż. Joanną Giecewicz, poznał się w 1959 podczas swojej pierwszej wizyty w Polsce; ona miała wówczas 16 lat, on zaś pełnił funkcję instruktora na obozie letnim UNESCO. W 1967 wzięli ślub. Mają syna Eryka (ur. 1979), oficera armii francuskiej (pilot śmigłowca) oraz córkę Joannę (ur. 1986), absolwentkę stosunków międzynarodowych i dziennikarstwa w Philip Merrill College of Journalism.